# Œconomie
L'Œconomie est une branche de la gouvernance qui a pour objet de créer des acteurs et des agencements institutionnels, des processus et des règles visant à organiser la production, la répartition et l’utilisation de biens et de services en vue d’assurer à l’humanité tout le bien-être possible en tirant le meilleur parti des capacités techniques et de la créativité humaine, dans un souci constant de préservation et d’enrichissement de la biosphère, de conservation des intérêts, des droits et des capacités d’initiative des générations futures et dans des conditions de responsabilité et d’équité suscitant l’adhésion de tous ,.

## Étymologie
Œconomie est un vieux mot français, hérité d’avant le siècle des Lumières. La définition donnée par le dictionnaire universel de Furetière (1690) était alors la suivante : « Mesnagement prudent qu'on fait de son bien, ou de celuy d'autruy[..] ». Le terme est aujourd'hui utilisé par certains économistes et chercheurs, pour proposer une vision plus transversale de l'économie.
De oikos : maison, propriété, avoir et nomos : usage, règle de conduite.
Ceci peut déjà se lire comme oikos : ce qu'on a, les ressources ; nomos : usage, donc allocation, art mais aussi loi. La polysémie originelle des deux racines va traverser les siècles et aboutir à l'opposition moderne entre économie normative et économie positive.

## Généalogie
Le mot est employé dans un titre d'ouvrage dès 1615 par Antoyne de Mont-Chrétien (Traicté de l'œconomie politique). On trouve une première définition de l'œconomie dans l'édition de 1690 du dictionnaire universel de Furetière : « Mesnagement prudent qu'on fait de son bien, ou de celuy d'autruy. L'œconomie  est la seconde partie de la Morale, qui enseigne à bien gouverner une famille, une Communauté. Ce prieur entend bien l'œconomie. Quelquefois on couvre l'avarice du nom honneste d'œconomie ».

### Transformation de œconomie en économie: vers le milieu duXVIIIesiècle
Le mot économie ne constitue pas un néologisme destiné à exprimer un nouveau sens car les économistes dits classiques traitent, comme Xénophon dans le premier chapitre de son Économique, de la possession et de l'utilisation des ressources (ou biens, ou richesses). 
Adam Smith emploie implicitement la définition fonctionnelle de l'économie (allocation de ressources à des fins concurrentes, formulée explicitement en 1932 par Lionel Robbins) lorsqu'il explique que le détenteur d'un capital est la personne la mieux placée pour en faire le meilleur usage, ou que la police des métiers détourne les ressources (en particulier humaines) des usages où elles sont le plus productives vers des usages où elles sont en partie gaspillées. Il reconnaît aussi la nécessité d'une intervention étatique dans les domaines où l'usage collectif des ressources est plus profitable aux hommes que leur usage individuel (éducation, défense, infrastructures). Les deux dimensions individuelle et collective sont présentes dans cette conception classique de l'économie.
La transformation de « œconomie » en « économie » apparaît ainsi comme une simple variation orthographique très courante dans la vie des langues. Elle procède ici par simplification de l'écriture. La prononciation ne change pas : « œconomie » se prononce « économie » suivant ainsi l'usage de tous les mots français commençant par « œ  » précédant immédiatement une consonne. Il n'y a aucun mot français commençant par les lettres séparées O et E (Le Robert, 1991). Pour prononcer oeconomie en commençant le mot par le eu de meuble ou par celui de peu, il faudrait écrire euconomie. Mais ceci poserait un autre problème en raison de la signification de la racine grecque  « eu » qui signifie « bon ». Euconomie aurait alors le sens de « bonne économie ».
D'autre part, l'orthographe économie est apparue bien avant le XVIIIe siècle. Elle est attestée dès 1546 et fait suite à yconomie (1370-1372), avec la même étymologie grecque oikosnomos. Au XVIe siècle, le sens évolue de l'art de bien administrer une maison ou de la bonne gestion des biens d'autrui vers celui de gestion où l'on évite toute dépense inutile. Ces deux valeurs semblent rassemblées par la définition de Furetière (ci-dessus) qui relie les notions de mesnagement et de prudence.

### Premier retour vers œconomie: fin duXIXesiècleavec la notion d'homo œconomicus.
Que représente ce retour vers la forme orthographique ancienne en œco- au lieu de éco- ?  Comme il n'est guère possible de démontrer une contradiction entre l'étymologie du mot et son utilisation par les classiques, il semble que ce retour à l'ancienne forme exprime plutôt la recherche des principes fondamentaux inhérents à l'essence de l'économie. Cette conception de l'homo œconomicus consiste dans les principes d'individualisme méthodologique (l'économie résulte uniquement des comportements individuels) et de rationalité totale (les individus cherchent à maximiser leur satisfaction personnelle et savent calculer les résultats de leurs choix).
Cette vision unilatérale (négation de toute détermination sociale des individus) et extrême (perfection des choix) de l'individualisme s'opposait à des conceptions aussi unilatérales et extrêmes qui plaçaient une collectivité (nation, classe) ou l'État à l'origine des faits économiques, politiques ou sociaux (romantisme allemand, marxisme, historicisme, protectionnisme éducateur de Friedrich List).

### Sources
- Œconomies, les articles "Oe/économie" et leurs désignants dans l'Encyclopédie, Document du Greqam (groupement de recherches en Économie quantitative d'Aix-Marseille - UMR - CNRS 6579), 2006 (lire en ligne)
- À crise structurelle, réponse globale, Article de Pierre Calame paru dans l’édition du journal Le Monde du 17 mars 2009.
- Dictionnaire Universel de Furetière, 1690
- Bibliothèque Numérique Européenne (www.European.eu) : Traité de l'Oeconomie politique: dédié en 1615 à la Reyne mère dy roy/ par Antoyne Montchrétien; avec introduction et notes par Th. Funck-Brentano.
- Louis Liger, Oeconomie générale de la Campagne ou nouvelle rustique, Paris, Charles de Sercy, 1700
- Journal Oeconomique, Antoine Boudet, imprimeur du Roi et du châtelet, mai 1752"Mémoires, notes et avis sur l'agriculture, les arts, le commerce et tout ce qui peut y avoir rapport, ainsi qu'à la conservation et à l'augmentation des biens des familles."
- Rob Dodsley, Oeconomie de la vie humaine, Vasse, 1773
- François Quesnay, Essai physique sur l'oeconomie animale, Guillaume Cavelier, 1736 (lire en ligne)